# Ріоліт (Невада)

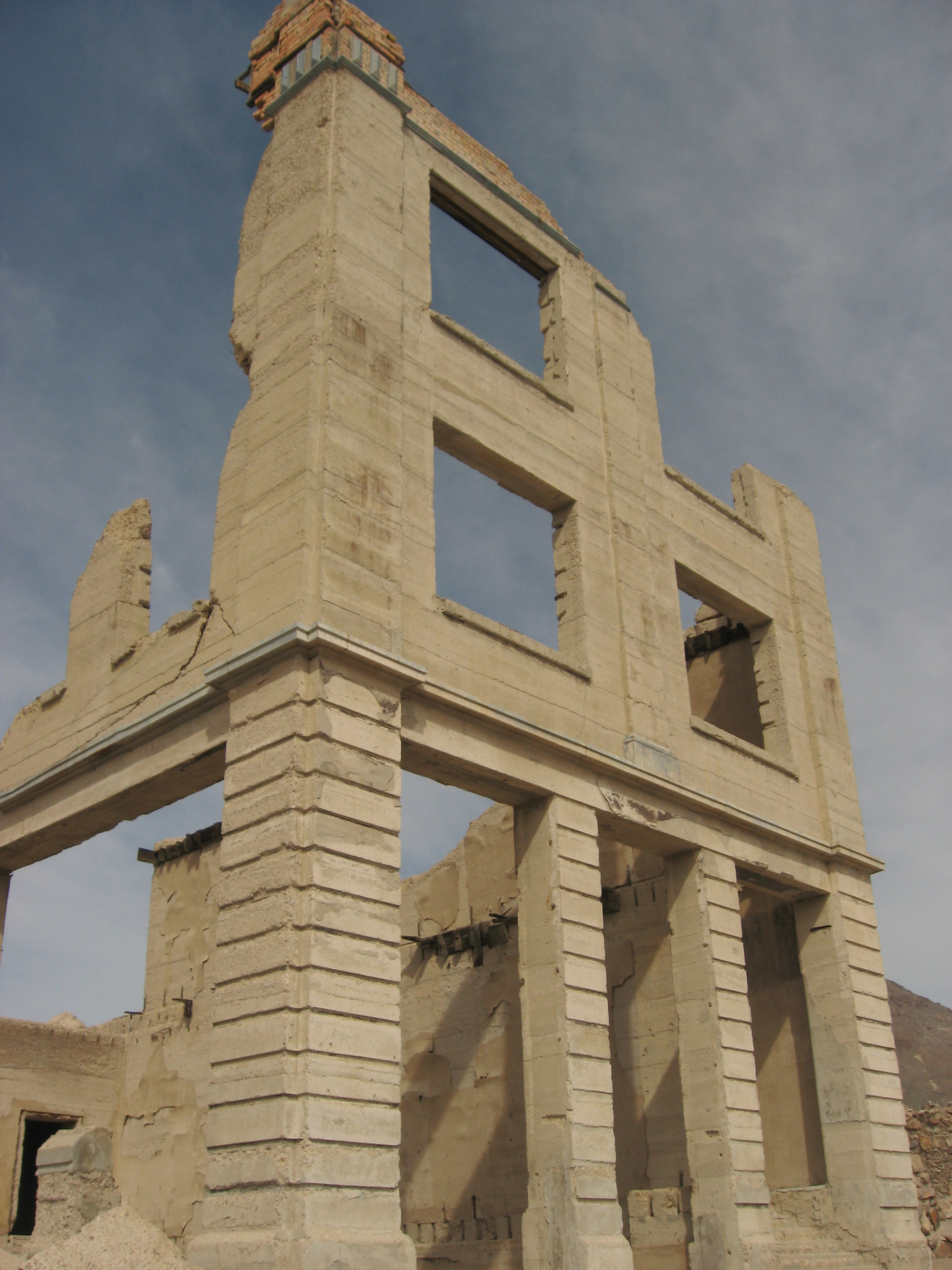
Ghost Town of Rhyolite, Nevada (15) (3375739877)

Ріоліт (англ. Rhyolite) — невелике покинуте місто в окрузі Най, у південній частині американського штату Невада, за 190 км на північний захід від Лас-Вегаса.